# Amtsgericht Borna
Das Amtsgericht Borna ist ein Gericht der ordentlichen Gerichtsbarkeit und eines von insgesamt 25 Amtsgerichten im Freistaat Sachsen mit Sitz in Borna.

## Gerichtsbezirk und Instanzenzug
Der Gerichtsbezirk des Amtsgerichtes Borna umfasst alle Gemeinden des vormaligen Landkreises Leipziger Land (§ 1 Abs. 4, Anlage Nr. 4 Sächsisches Justizgesetz). Bei dem Amtsgericht Borna ist eine auswärtige Strafvollstreckungskammer des Landgerichtes Leipzig eingerichtet. Dem Amtsgericht Borna ist das Landgericht Leipzig unmittelbar übergeordnet. Das zuständige Oberlandesgericht hat seinen Sitz in Dresden.

## Geschichte
In Borna bestand das Justizamt Borna als erstinstanzliches Gericht. Im Jahre 1855 wurden das Bezirksgericht Borna und das nachgelagerte Gerichtsamt Borna die Nachfolger des Justizamtes. Mit den Reichsjustizgesetzen wurden diese Gerichte aufgelöst und das Amtsgericht Borna als Nachfolger der Gerichtsamtes eingerichtet. Das Amtsgericht Borna war eines von 15 Amtsgerichten im Bezirk des Landgerichtes Leipzig. Der Amtsgerichtsbezirk umfasste anfangs 31.808 Einwohner. Das Gericht hatte damals drei Richterstellen und war damals das drittgrößte im Landgerichtsbezirk. Der Sprengel des Gerichtes bestand aus Borna mit Bockwitz, Abtei (früher Zugabe Rötha), Altstadt Borna mit Wenigenborna, Bergisdorf, Beucha mit Berghäusern, Blumroda, Bosengröba, Braußwig, Breitingen, Breunsdorf bei Borna, Buchheim, Dahlitzsch, Deutzen, Dittmannsdorf mit Lerchenberghäusern, Droßdorf, Elbisbach, Espenhain, Eula, Flößberg, Gaulis, Geschwitz, Gestewitz mit Berghäusern, Gnandorf, Görnitz, Großhermsdorf, Großpötzschau, Großzössen, Hagenest mit Lötshützmühle, Hain mit Gröbamühle, Hainichen mit Apelt, Hartmannsdorf, Haubitz, Heinersdorf mit Mark-Wüstungstein, Heuersdorf, Kahnsdorf, Kesselshain, Kieritzsch, Kitzscher, Kleinpötzschau, Kleinzössen, Kömmlitz, Kreudnitz, Lausigk mit Mark-Köllsdorf und dem Trübischen Heegeholz, Lobstädt, Mölbis mit Crossen, Muckern, Neukirchen, Neumuckershausen, Oelzschau, Plateka, Prießnitz, Pürsten mit Bahnhof Kieritzsch, Ramsdorf, Raupenhain, Regis, Reichersdorf, Rötha mit Bodschütz und Thela, Röthigen, Ruppersdorf, Schleenhain, Schönau, Steinbach mit Lindhardt (Lindritz), Stockheim, Thierbach, Trachenau, Trages, Trebishain, Treppendorf, Wildenhain, Witznitz, Wyhra, Zedtlitz, Zöpen und einen Teil des Glastener Forstreviers. Im Jahre 1943 wurde das Amtsgericht Frohburg kriegsbedingt stillgelegt, und das Amtsgericht Borna übernahm dessen Sprengel. Nach dem Krieg wurde das Amtsgericht Frohburg nicht wieder errichtet. Das Amtsgericht Geithain wurde 1943 Zweiggericht des Amtsgerichtes Borna. Als Zweiggericht war Geithain nur für die freiwillige Gerichtsbarkeit zuständig. Es wurde nach dem Krieg wieder selbstständig. Das Gleiche galt für das Amtsgericht Bad Lausick.
Mit der Verordnung zur Änderung von Gerichtsbezirken im Lande Sachsen vom 5. Mai 1951 wurden die Gerichtsbezirke in der DDR an die Landkreise angepasst. Der Sprengel des Amtsgerichtes Borna war damit der Kreis Borna. Mit dem Gerichtsverfassungsgesetz vom 2. Oktober 1952 wurde das Amtsgericht Borna in der DDR aufgehoben und das Kreisgericht Borna an seiner Stelle eingerichtet. Gerichtssprengel war weiter der Kreis Borna. Nach dem Zusammenbruch der DDR wurde mit dem Gesetz über die Organisation der Gerichte im Freistaat Sachsen vom 30. Juni 1992 eine neue Gerichtsorganisation eingeführt. Damit wurde das Amtsgericht Borna neu eingerichtet. Es wurde damit auch Nachfolger der Amtsgerichte Pegau und Rötha.

## Sitz

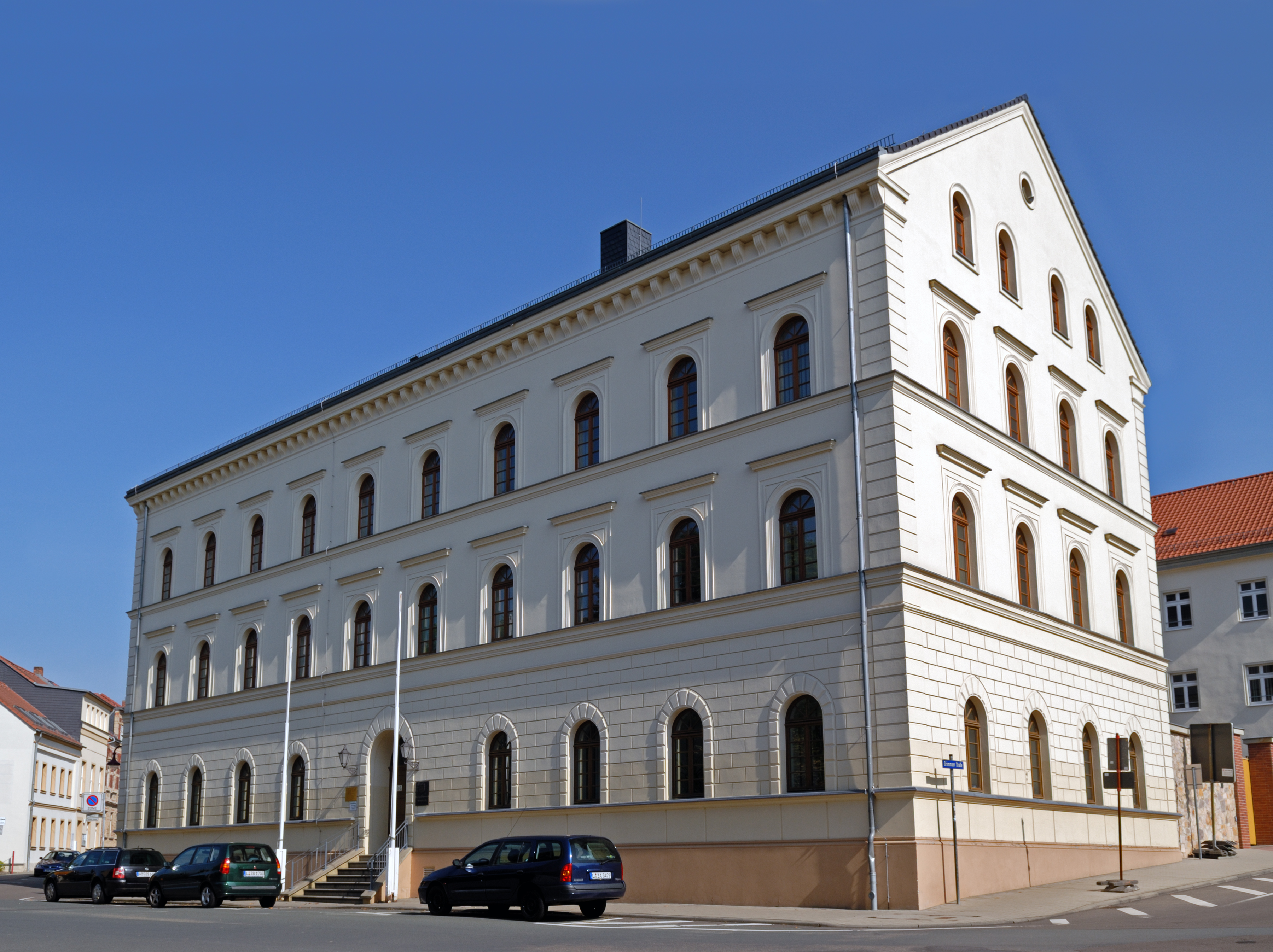
Das ehemalige Gerichtsgebäude in der Straße „Am Gericht“ (2009)

Das Amtsgericht Borna nutzte das bisher gemeinsam von Bezirksgericht Borna und Gerichtsamt Borna verwendete, 1851 erbaute Gebäude des Justizamtes Borna. Der qualitätvolle, zeittypische Putzbau im Rundbogenstil bzw. Neorenaissancestil steht heute unter Denkmalschutz. Der Hauptsitz des Gerichtes befindet sich seit dem 23. November 2020 in Borna, Leipziger Straße 67 A.